# Idaho
Idaho (IPA: [ˈaɪdəhoʊ] kiejtéseⓘ) az Amerikai Egyesült Államok egyik tagállama. Az északnyugati régióban helyezkedik el, fővárosa és egyben legnagyobb városa Boise. Beceneve Gem State, am. „drágakő-állam”, mert ásványkincsekben gazdag. Mottója: Esto Perpetua (latin: „Legyen örök!”).

## Neve
Talán Idaho az egyetlen állam, amelynek a neve egy „tréfa” eredménye, ez az ún. Idahoax.
Amikor az Amerikai Egyesült Államok Kongresszusa 1860-ban egy új territórium szervezésének létrehozását vetette fel a Sziklás-hegység területén, George M. Willing javasolta, hogy Idaho legyen az állam neve, mondván, hogy az idaho szó soson nyelven  annyit jelent, mint 'a Nap, amely a hegyek felől jön', vagy a 'hegyek drágaköve'. Willing később elismerte, hogy a szót maga találta ki.
1861 februárjában a kongresszus végül a területet Colorado Territorynak nevezte el.
Az Idaho név azonban ragadós lett, s így a kongresszus a Colorado Territoryt átkeresztelte Idaho Countynak, amely a Washington Territory része lett, míg 1863-ban létrehozták az Idaho Territoryt. A bizonyítékok hiánya ellenére a legtöbb jegyzőkönyv következetesen hivatkozik a Willing-féle névfabrikációra, miszerint Idaho a soson indián nép nyelvéből ered.

## Földrajz

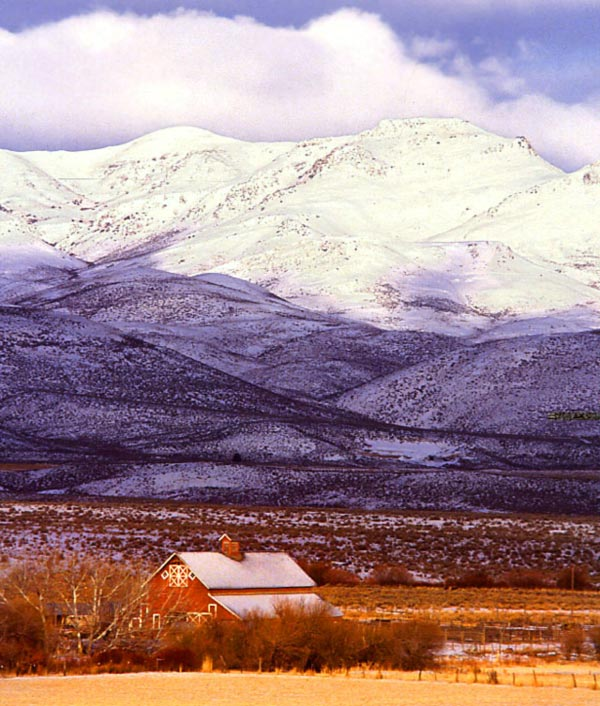
Owyhee hegység, a Reynolds Creek forrása Boise-től délnyugatra

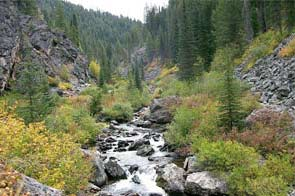
Crooked Creek in Gospel Hump Wilderness, Idaho

Idaho államot hat másik amerikai tagállam és Kanada határolja. Ezek Washington és Oregon nyugatról, Nevada és Utah délről, valamint Montana és Wyoming keletről, valamint északról a kanadai Brit Columbia tartomány.
Idaho hegyes, erdős terület, ahol a Sziklás-hegység északnyugat–délkeleti irányban húzódik. A hegyek legnagyobb részét fenyves erdők borítják. Hósipkával borított hegycsúcsai, zuhatagjai, gleccserek által kivájt tavak s meredek lejtők, kanyonok tarkítják a tájat. A Snake folyó által kivájt kanyon a Hells Canyon a legmélyebb szakadék az Egyesült Államokban. A Shoshone Falls (vízesés) magasabb a Niagara-vízesésnél.
Idaho legjelentősebb folyói a Snake-folyó, a Clark Fork-folyó, Pend Oreille-folyó, a Clearwater-folyó és a Salmon-folyó. Más jelentősebb folyó még a Coeur d'Alene-folyó, a Spokane-folyó, a Boise folyó és a Payette folyó. Lewiston városának kikötője a Clearwater-folyó és a Snake-folyók találkozásánál az Egyesült Államok nyugati felének Csendes-óceántól legmesszebb eső, tengerjáró hajókkal megközelíthető kikötője.
Idaho legmagasabb pontja a Borah Peak: tengerszint feletti magassága 3859 méter; legalacsonyabb pontja Lewistonnál: 213 m.

### Nemzeti parkok, nemzeti emlékhelyek
- City of Rocks National Reserve(wd): Festői gránit ormok és sziklaképződmények uralják a tájat, melyek minden évben hegymászók ezreit vonzzák ide.
- Craters of the Moon National Monument(wd): A festőien elhelyezkedő kráterek holdbéli tájra emlékeztetnek, és számos sivatagi növénynek és állatnak adnak otthont. A legutolsó vulkáni kitörés az 1600-as években történt. Az izzó lávafolyam nagy területen mindent elpusztított. Az élet azonban újraindult, növények és állatok népesítették be az elpusztult területeket, azonban nagy körzetben a sziklák fekete-szürkés látványa tárul elénk.[5]
- Hagerman Fossil Beds National Monument(wd): A világ leggazdagabb „kövületgyűjteménye” található itt, a pleisztocén jégkorszakból, a fosszíliák kb. 3,5 millió évesek.
- Minidoka Internment National Monument(wd): Azon japán származású amerikai állampolgároknak állít emléket, akiket a második világháború idején nemzetbiztonsági okból kitelepítettek otthonukból.
- Nez Perce National Historical Park(wd): Idaho, Montana, Oregon és Washington állam területén, a park 38 helyszínén a Nez Percé indiánok(wd) mindennapi életét illusztrálja, és történelmi eseményeit örökíti meg.[6]

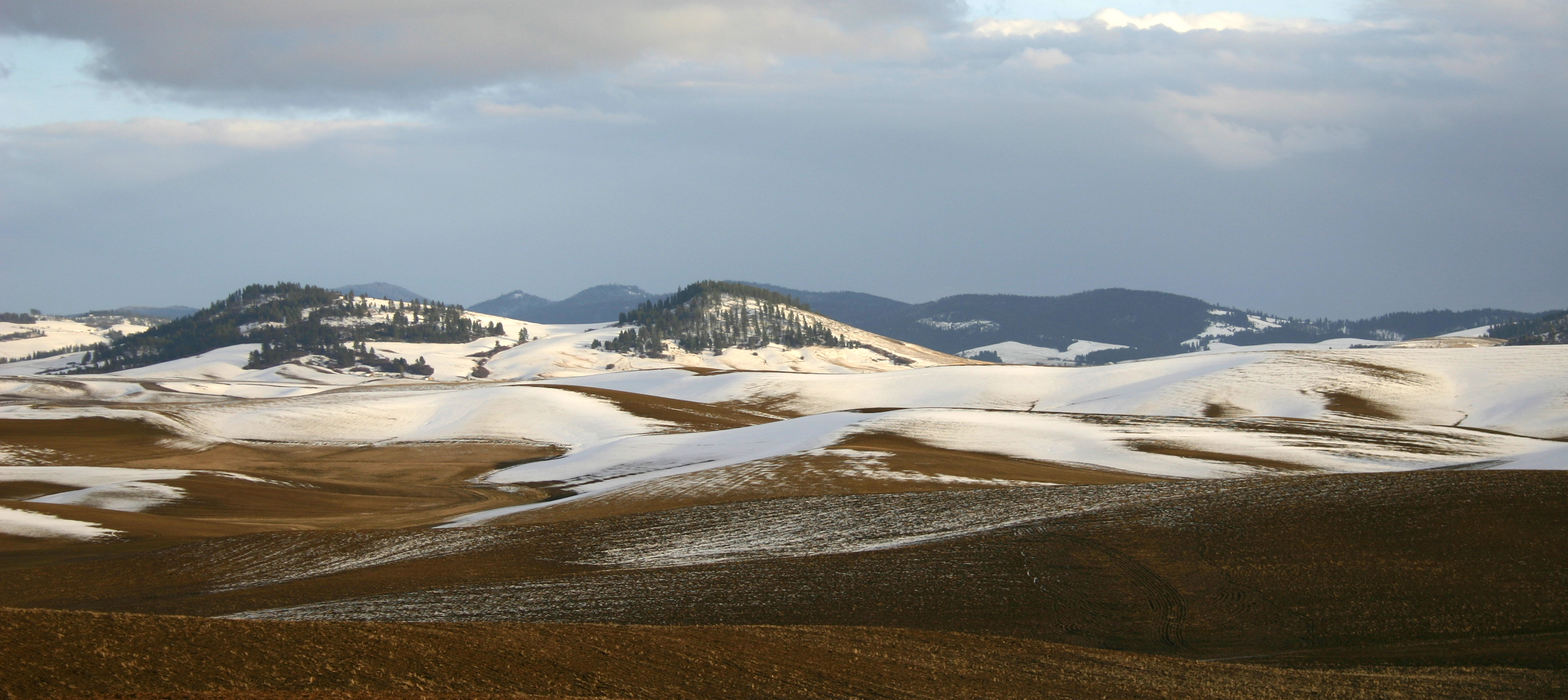
The Palouse: Észak-Idaho látképe.

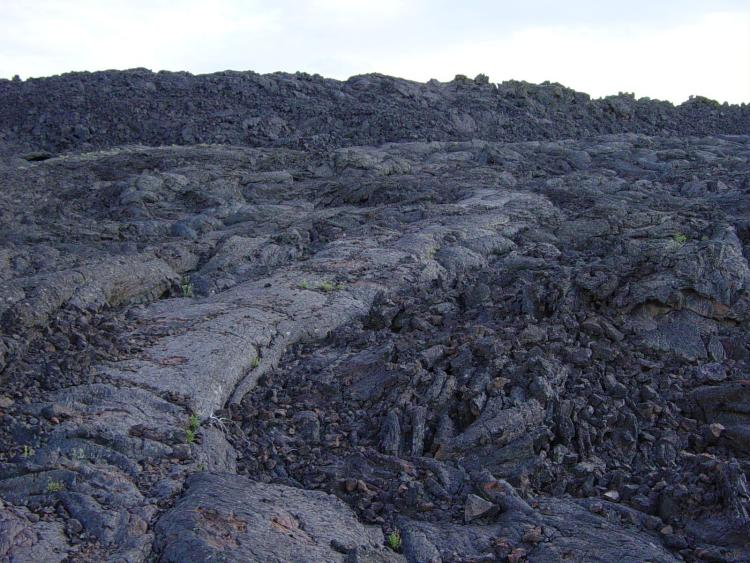
Craters of the Moon National Monument, lávakiömlés

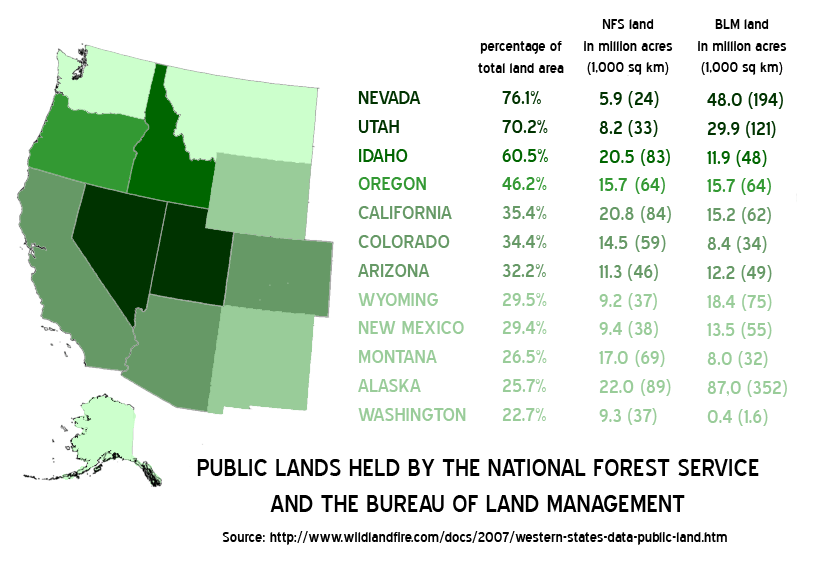
Idaho területének 60%-a National Forest Service és a Bureau of Land Management igazgatása alá tartozik.

### Éghajlat
Idaho éghajlata a földrajzi fekvéstől függően változik. Az állam nyugati részén a Csendes-óceán hatása még érzékelhető, különösen a téli időszakban, amikor megjelennek a sűrű felhők, a levegő páratartalma a legmagasabb, s az esőzések a leggyakoribbak. Az óceán hatása a hőmérsékleten is érzékelhető, a tél nem olyan hideg, mint más hasonló fekvésű területen várható lenne.
A tenger hatása legkevésbé a délkeleti részen érzékelhető. Itt a legszárazabb a tél, s a hőmérsékleti ingadozás a legjelentősebb. Nyáron felszaladhat 37,7 °C-ig, bár ez nem túl gyakori. A nyári nappali hőmérséklet forró, de az éjszakák hűvösek. A tél hideg, a hőmérséklet átmenetileg -17 °C alá is süllyedhet.

## Történet
1890. július 3-án lépett be az Egyesült Államokba, a tagállamok közül negyvenharmadikként.
Az 1959. évi ásatások során Twin Falls közelében emberi település nyomaira bukkantak. A becslések szerint a település kora 14 500 évre tehető. A Wilson Butte-barlang leletei között lelt nyílhegy a legidősebb régészeti lelet egész Észak-Amerikában.
Idaho északi északnyugati és nyugati részén a Nez Perce, a déli részén pedig a soson indián törzs lakó- és vadászterületei voltak.
A fehér ember erre a területre csak későn érkezett. A 19. század elején Lewis és Clark expedíciója próbálta felmérni a területet, hogy utat nyisson a Csendes-óceán partjai felé. Itt ment keresztül a híres Oregon Trail, de a pionírok, telepesek csak áthaladtak a nehezen járható, hegyes-völgyes vidéken. Az 1870-1880-as években az arany- és ezüstbányák felfedezése hozott fordulatot, s megindult a bevándorlás. A fehérek letelepedése indián ellenállást váltott ki. A legutolsó felkelést az 1890-es években verték le, amelyet a Nez Percé indiánok főnöke, Joseph vezetett. Ezután megnyílt az út a fehérek számára mindenfelé.
Idaho területére, mint Oregon Country részére, az Egyesült Államok is és az Egyesült Királyság is igényt tartott egészen 1846-ig, ekkortól Idaho jogilag is végérvényesen az Egyesült Államok része lett. 1863-ban létrehozták az Idaho Territóriumot. Az új territórium magában foglalta Idaho, Montana és Wyoming államot. Idaho végül 1890-ben alakult önálló állammá.
A gazdasági élet, amely eleinte kizárólagosan az ércbányászaton alapult, kibővült a mezőgazdasági termeléssel, s utat nyitott a turizmusnak is. Főbb mezőgazdasági termékei a gabonafélék, a cukorrépa és a burgonya, amely országszerte ismertté vált jó minősége miatt. Napjainkban a tudományos és technológiai ipar is helyet kapott, amely az állam bevételének 25%-át biztosítja.

## Népesség

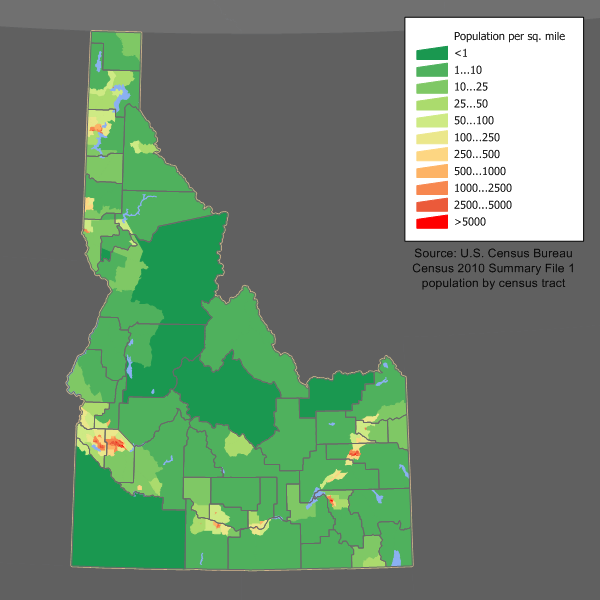
Idaho népsűrűségi térképe

A 2005. évi becslések szerint Idaho lakosainak száma 1 429 096 fő volt, amely 2,4%-os (33 956 fő) növekedést mutat az előző évhez viszonyítva. A 2000. évi felmérésekhez képest a lakosság 10,4%-kal növekedett (135 140 fővel). Ebbe beleértendő a természetes növekedés aránya is, ahol a születések száma 111 131 fő, a halálozások száma pedig 52 247 volt. A külföldről bevándorlók száma 14 522, a belföldről áttelepültek száma pedig 61 273 fő volt.
Idaho lakosságát tekintve a hatodik leggyorsabban növekvő állam Arizona, Nevada, Florida, Georgia és Utah után.
Nampa, az állam második legnagyobb városának lakossága nő a leggyorsabban. A 2000 és 2003 között a lakosság száma 65 000 fővel növekedett. A 2007. évi adatok szerint Nampa lakossága 84 000 fő volt. 1990 óta az állam lakossága 386 000 fővel nőtt, amely az összlakosságot tekintve 38%-os növekedés.
A Boise agglomeráció (hivatalosan Boise-City-Nampa, ID Metropolitan Statistical Area) Idaho legnagyobb agglomerációja. Agglomeráció alakult ki Coeur d’Alene, Idaho Falls, Pocatello és Lewiston körül is.
A legsűrűbben lakott terület Stanley város Custer megyében, amely egyúttal a megye székhelye is.
A lakosság származását tekintve a legnagyobb csoportok: német 18,9%, angol 18,1%, ír 10%, amerikai indián 8,4%, norvég 3,6%, svéd 3,5%.

### Vallás

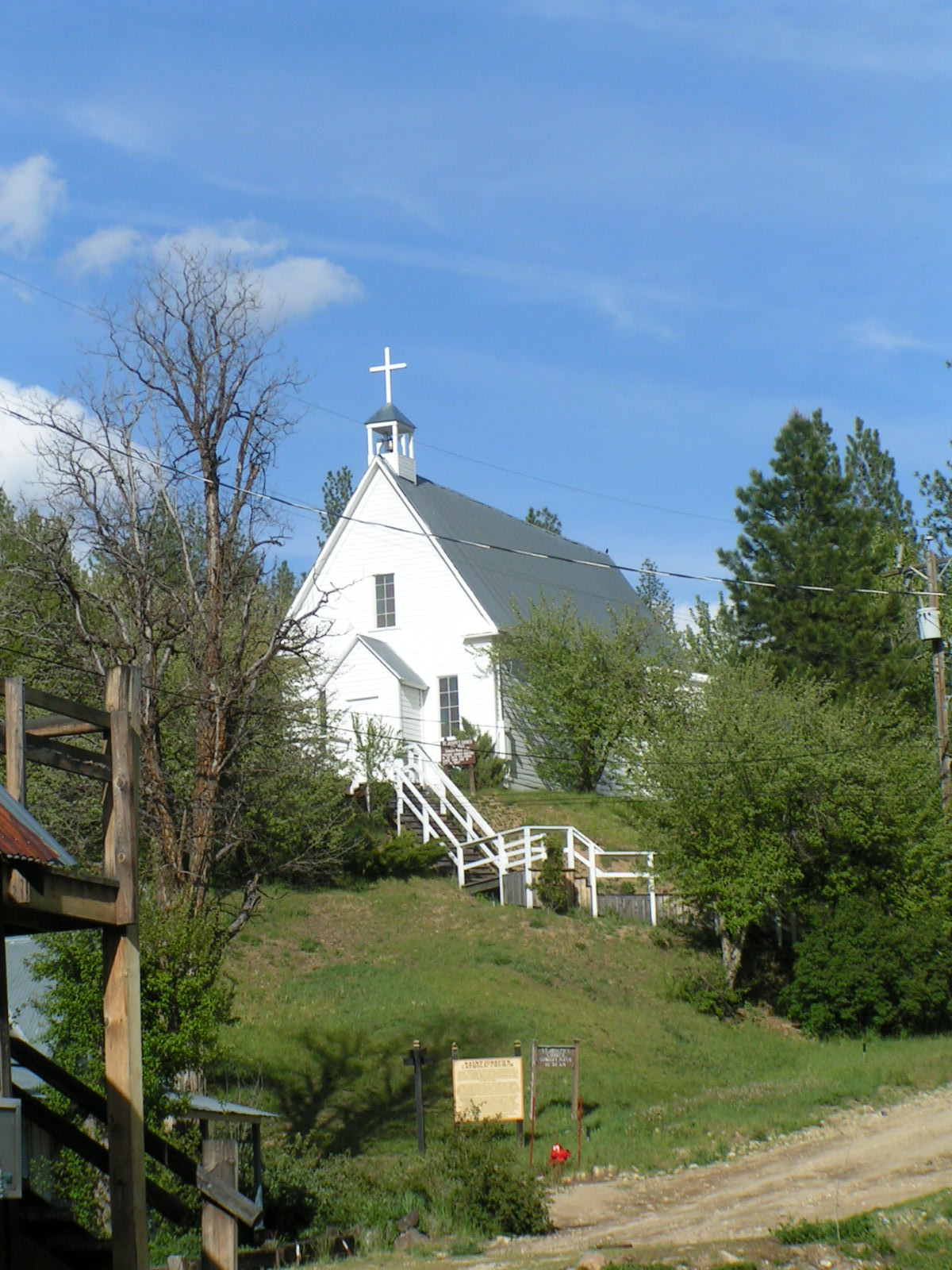
Templom Idaho Cityben

A lakosság vallás szerinti megoszlása a következő:,
- Protestáns – 29,3%
- Mormon – 22,8%
- Római katolikus – 14,3%
- egyéb keresztény – 13,6%
- más vallású  – 7,2%
- nem vallásos – 12,7%

A 2000. évi adatok szerint a mormonok 311 425, a római katolikus egyház 130 847, az Assemblies of God gyülekezet 18 745 és az Egyesült Methodista Egyház 17 683 tagot számlált Idahoban.

### Legnagyobb városok

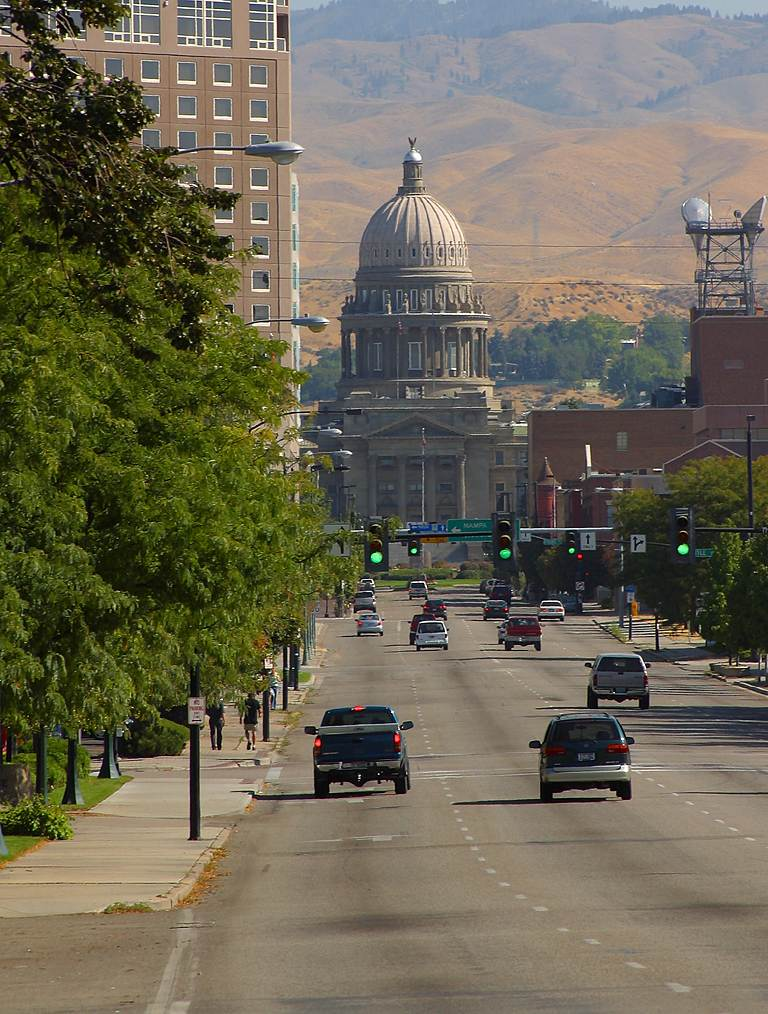
Idaho állam Capitoliuma Boise-ban

A 2005. évi becslések szerint Idaho 10 legnépesebb városa a következő volt (a település neve után a lakosság száma áll (fő)): 
- Boise – 193 161;
- Nampa – 71 713;
- Pocatello – 53 372;
- Idaho Falls – 52 338;
- Meridian – 52 240;
- Coeur d’Alene – 40 059;
- Twin Falls – 38 630;
- Caldwell – 34 433;
- Lewiston – 31 081;
- Rexburg – 26 265[14]

## Közigazgatás

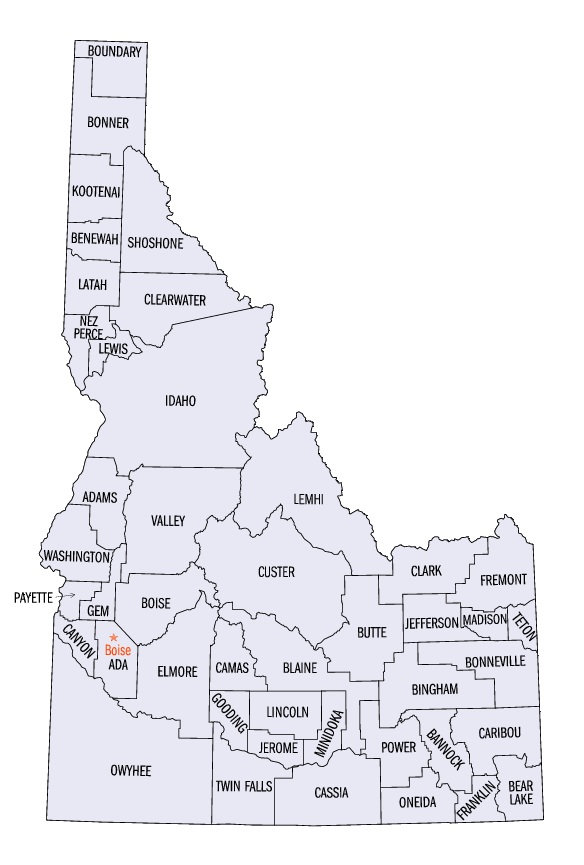
Idaho megyéi

Az állam 44 megyére oszlik.

## Gazdaság
A 2004. évi adatok alapján Idaho össztermelése 43,6 milliárd amerikai dollár, az egy főre eső kereset 26 881 amerikai dollár volt. Idaho fontos mezőgazdasági állam, az Egyesült Államok burgonyatermesztésének egyharmadát adja.
Iparágai az élelmiszer-feldolgozás, fakitermelés, fafeldolgozó ipar, gépgyártás, vegyipar, papírgyártás, elektromos berendezések gyártása, fémbányászat (elsősorban ezüst). A turizmus szintén jelentős bevételt biztosít az államnak. Gooding városában találhatjuk a világ egyik legnagyobb sajtüzemét. Évente 120 000 tonna hordós sajtot (barrel cheese) állítanak elő. 
Az Idaho National Laboratory egy állami laboratórium, ahol nukleáris energia kutatással foglalkoznak, s nagyon fontos szerepet játszik Idaho gazdasági életében. Az Anheuser-Busch sörgyárnak három egysége működik Idaho területén, ezek az ország különböző részeire szállítják termékeiket.
Ma Idaho iparában a legjelentősebb a tudományos és technológiai szektor, ami az állam bevételének 25%-át biztosítja.

## Nevezetességek
Területének nagy része a Sziklás-hegység területére esik, gazdag szép természeti tájakban, havas hegycsúcsokban, zuhatagokban, tavakban és meredek kanyonokban. A Snake-River (Kígyó-folyó) vájta Hells-kanyon mélyebb a Grand Canyonnál, a Soson-vízesés pedig magasabb, mint a Niagara-vízesés.